# Wydział Elektroniki, Fotoniki i Mikrosystemów Politechniki Wrocławskiej
Wydział Elektroniki, Fotoniki i Mikrosystemów (W-12) Politechniki Wrocławskiej – jednostka naukowo-dydaktyczna (jeden z 13 wydziałów) Politechniki Wrocławskiej, powstała w 2002 roku jako Wydział Elektroniki Mikrosystemów i Fotoniki. Wydział został powołany w wyniku wydzielenia Instytutu Techniki Mikrosystemów (dawniej: Instytut Technologii Elektronowej) z Wydziału Elektroniki.
15 września 2021 roku w wyniku reorganizacji uczelni do wydziału zostały włączone 3 katedry z dotychczasowego Wydziału Elektroniki, które nie weszły w skład nowo powstałego Wydziału Informatyki i Telekomunikacji. W związku z tym wydział otrzymał swoją obecną nazwę.

## Struktura Wydziału
- Katedra Akustyki, Multimediów i Przetwarzania Sygnałów (K76W12ND02)
- Katedra Cybernetyki i Robotyki (K29W12ND02)
- Katedra Metrologii Elektronicznej i Fotonicznej (K31W12ND02)
- Katedra Mikroelektroniki i Nanotechnologii (K70W12ND02)
- Katedra Mikrosystemów (K71W12ND02)
- Katedra Nanometrologii (K72W12ND02)
- Katedra Teorii Pola, Układów Elektronicznych i Optoelektroniki (K35W12ND02)

## Władze Wydziału
- Dziekan dr hab. inż. Rafał Walczak
- Prodziekan ds. studenckich dr inż. Damian Nowak
- Prodziekan ds. studenckich dr inż. Adam Wąż
- Prodziekan ds. ogólnych prof. dr hab. inż. Jarosław Domaradzki
- Prodziekan ds. dydaktyki dr hab. inż. Artur Wiatrowski, prof. Uczelni
- Prodziekan ds. współpracy  dr hab. inż. Adam Polak, prof. Uczelni

## Edukacja
Od roku akademickiego 2021/2022 na wydziale prowadzone są studia na kierunkach: automatyka i robotyka, Electronic and Computer Engineering, elektronika, elektronika i telekomunikacja, inteligentna elektronika, inżyniera mikrosystemów mechatronicznych. Dodatkową formą kształcenia są studia podyplomowe, a także wszelkiego rodzaju szkolenia mające na celu uzupełnianie wiedzy, aby nadążyć za nowościami technicznymi i technologicznymi.